# 第5回東京音楽祭
第5回東京音楽祭（だいごかいとうきょうおんがくさい、5th Tokyo Music Festival）は、5回目の『東京音楽祭』である。1976年6月27日、帝国劇場にて世界大会が開かれ、ナタリー・コール（アメリカ）がグランプリに輝いた。  
- 第4回東京音楽祭-第5回東京音楽祭-第6回東京音楽祭

## 概要
- 世界25カ国266曲の中からテープ審査の結果、海外からは13曲を選出、日本からゴールデンカナリー賞受賞の3組、新人枠シルバーカナリー賞受賞の田山雅充の計17曲が参加[1]。なおプレス発表時では海外14曲参加の発表があった。

## 司会者
- せんだみつお（シルバーカナリー賞）
- 土居まさる（国内大会・世界大会）
- 来栖あんな（同上）

## スペシャルゲスト
ゲスト
- サムシング・スペシャル（ゲストパフォーマンスショー）

サムシング・スペシャルは6人組のソウルトレインダンサーの初代パフォーマンス集団。来日後78年には「恋はゲット・レディー」でレコードも出しており日本発売もされている。プロデュースはサトシ・ハッスル・ホンダ。なおこの78年時点でのメンバーは5人。

## 審査員
- 服部良一（審査委員長）
- 蘆原英了（音楽評論家）
- 岡野弁（ミュージックラボ編集長）
- ネルソン・リドル（アレンジャー）アメリカ
- ジュリエット・グレコ（シャンソン歌手）フランス
- デボラ・ラフィン（女優）アメリカ
- アウグスト・アウゲロ（FIDOF名誉会長）スペイン
- ダニー・オドノヴァン（ダニーオドノヴァンエンタープライズ社長）イギリス
- サルヴァトーレ・T・キャンティア（MCAミュージック社長）アメリカ 　他

## 世界大会エントリー
出場順はトップバッターがルーファス。出場曲全曲が日本発売されている。
| 曲順 | エントリー歌手                                                           | 参加楽曲                                                                                     | 賞                     | 国       |
| ---- | ------------------------------------------------------------------------ | -------------------------------------------------------------------------------------------- | ---------------------- | -------- |
| 1    | ルーファス （ルーファス＆チャカ・カーン） The Rufus (Rufus & Chaka Khan) | 「ハヴ・ア・グッド・タイム」 Have A Good Time                                                | 最優秀歌唱賞           | アメリカ |
| 2    | デイヴ Dave                                                              | 「風のメルヘン」 Hurlevent                                                                   | TBS賞                  | フランス |
| 3    | フォーリーブス                                                           | 「魅せられし魂」                                                                             | チェリー・ブロッサム賞 | 日本     |
| 4    | ベラミー・ブラザース The Bellamy Brothers                                | 「愛はそよ風」 Let Your Love Flow                                                            | TBS賞                  | アメリカ |
| 5    | キム・サンヒ/金相姫 Kim Sang Hee/김상희                                  | 「喜びのアリラン（ジョイフル・アリラン）」 Joyful Arirang/즐거운 아리랑                      | TBS賞                  | 韓国     |
| 6    | ナタリー・コール Natalie Cole                                            | 「ミスター・メロディー」 Mr. Melody                                                          | グランプリ             | アメリカ |
| 7    | ポインター・シスターズ The Pointer Sisters                               | 「ブリング・ユア・スィート・スタッフ・ホーム・トゥ・ミー」 Bring Your Sweet Stuff Home To Me | 金賞                   | アメリカ |
| 8    | スー・シフリン Sue Shifrin                                               | 「フォー・ユー」 For You                                                                     | チェリー・ブロッサム賞 | イギリス |
| 9    | ヴェロニク・サンソン Veronique Sanson                                    | 「思い出のメゾン」 Une maison après la mienne                                                | 銀賞                   | フランス |
| 10   | ララ・サン・ポール Lara Saint Paul                                       | 「かもめはどこに飛ぶ」 Dove Volano I Gabbiani                                                | 銀賞                   | イタリア |
| 11   | 梓みちよ                                                                 | 「二日酔い」                                                                                 | 銅賞                   | 日本     |
| 12   | ヴァレンティーナ・グレコ Valentina Greco                                 | 「傷心」 Piangerei                                                                           | TBS賞                  | イタリア |
| 13   | 田山雅充                                                                 | 「春うらら」                                                                                 | 外国審査員団賞         | 日本     |
| 14   | タニア・タッカー Tanya Tucker                                            | 「ときめきの頃」 You've Got Me To Hold On To                                                 | 銅賞                   | アメリカ |
| 15   | 西城秀樹                                                                 | 「ジャガー」                                                                                 | チェリー・ブロッサム賞 | 日本     |
| 16   | ダニエル・ブーン Daniel Boone                                            | 「ハッピー・ジャンプ」 Running Around With The Boys Again                                    | 銅賞                   | イギリス |
| 17   | イザベル・オーブレ Isabelle Aubret                                       | 「愛に生きるだけ」 Aimer                                                                     | 最優秀歌唱賞           | フランス |

## エピソード
- ルーファスはチャカ・カーンがボーカルを担当。またルーファス&チャカ・カーンは5月には一時「来日は無理」と発表されていた[2]。トップバッターを飾ったルーファスは、ボーカルのチャカ・カーンがインディアンスタイルで登場。チャカ・カーンは初来日である。

- ナタリー・コールが大賞を獲得。涙ぐみながら「亡き父ナット・キング・コールに一番知らせたかった」とコメントした。海外、特にアメリカではグラミー賞的なイベントが多く、東京音楽祭のような生で歌ってその場でグランプリが決定するという経験がほとんどなかったため、「感動もひとしお」と語っていた。

- 白いハンカチーフを片手に歌う独特のパフォーマンスで歌唱したナタリー・コールは、リハーサルの仕上がりが非常に良好で、他の出演者の顔を曇らせた。インタビューで大会後8月にキーボード奏者ケビン・ナンスとの結婚を予定していたが来年の春になるかも、と答えている。

- ポインター・シスターズは、参加曲は音楽祭当日のリハーサルが初めての歌唱で、振り付けはその楽屋で考えられた、と答えている。その数ヶ月後のアルバムに挿入された。6月29日のナタリーのコンサートには、飛び入り出演している。

- ヴェロニク・サンソンの参加作品は、音楽プロではない姉ヴィオレンヌの作詞作曲によるものである。

- 韓国のキム・サンヒ「ジョイフル・アリラン」は、本国バージョンとは異なるボブ佐久間アレンジのよりポップな仕上がりの曲調で参加、一部は日本語歌唱。日本発売のシングルジャケットは、この東京音楽祭歌唱シーンの写真を使用している。

- 楽屋で仲の良いナタリーとチャカは手を繋いでタバコを吸ったりしてくつろいでおり、ナタリーは蓮柄着物風のゴールドのガウンをまとっていた。授賞式でも二人の抱擁が見られた。初来日のチャカも日本の暖かい人柄がとても居心地が良く帰国したくない、と雑誌FMfanで答えている。

- スー・シフリンは来日中に岡崎友紀への楽曲提供することになり、外国人が作って日本人が歌うというスタイルより、より日本にマッチした作品づくりのために大量の当時の日本のヒット曲レコードを持ち帰っている。二人がレコードジャケットになったアルバムも後に発売された。

- 梓みちよはサイケ調の化粧で、ステージではエジプト舞踊のような横から飛び出てくるパフォーマンスを見せた。

- この大会からカネボウ化粧品CMでヒットした歌手が各回採用されることが多くなった。「Bonjour, お目、目さん。（カネボウ化粧品春のキャンペーン曲第1弾）」のアラン・シャンフォー（4回大会）、「ギンザ・レッド・ウィ・ウィ（カネボウ化粧品'76春のキャンペーンテーマ曲）」のデイヴ（5回大会）、「シャンテ・シャンテ・ピンキッシュ（カネボウ春のキャンペーンテーマ曲）」のジュリー・バタイユ（6回大会）、「サマー・チャンピオン（カネボウ化粧品キャンペーン曲）」のセルジオ・メンデス（8回大会）、「君にクラクラ（カネボウ化粧品キャンペーン曲でこの曲で参加）」のSKY（10回大会）などがある。またもうひとつの国際音楽祭・ヤマハ世界歌謡祭でグランプリのティナ・チャールズも「Oh!クッキーフェイス」で77年カネボウ化粧品キャンペーンソングを歌っている。

## 世界大会出場以外の国内大会参加アーティスト
国内新人大会 (シルバーカナリー賞選出大会)
5月30日、日比谷公会堂。
- レイラ「サマー・エンジェル」

他多数
国内大会 (ゴールデンカナリー賞選出大会)
6月20日、中野サンプラザ。
- キャンディーズ「夏が来た!」ゴールデン・スター賞
- 野口五郎「きらめき」ゴールデン・スター賞

他多数
ゲスト:布施明とグラス・ホッパーズ